# Super Smash Bros. for Nintendo 3DS e Wii U
Super Smash Bros. for Nintendo 3DS (大乱闘スマッシュブラザーズ for Nintendo 3DS?, Dairantō Sumasshu Burazāzu fō Nintendō Surī Dī Esu) e Super Smash Bros. for Wii U (大乱闘スマッシュブラザーズ for Wii U?, Dairantō Sumasshu Burazāzu fō Wī Yū), conosciuti anche come Super Smash Bros. 4 o Super Smash Bros., sono due videogiochi sviluppati da Bandai Namco Studios e Sora Ltd, in collaborazione con Nintendo, HAL Laboratory, The Pokémon Company, Capcom, Square Enix, PlatinumGames, SEGA e Sonic Team, e distribuiti per Nintendo 3DS e Wii U, quarti capitoli della serie Super Smash Bros. Successori di Brawl, sono stati entrambi annunciati all'E3 2011 e rilasciati nel 2014.
Essi, sebbene siano stati considerati due capitoli, sono gli stessi ad includere un numero elevato di personaggi giocabili, scenari, trofei o DLC e sono i primi giochi della serie a supportare l'uso della grafica in 3D stereoscopico ed in HD.
La versione per 3DS è inoltre il primo titolo della saga ad essere rilasciato in una console portatile ed a essere in 3D, mentre la versione per Wii U è nota per essere il primo titolo della saga in HD, ed il primo gioco Nintendo a supportare il multiplayer fino ad 8 giocatori offline e l'uso delle statuette amiibo, compatibili con il sensore NFC del gamepad della console.
Il gameplay del gioco è una via di mezzo tra Melee (più veloce e tattico) e Brawl (più lento e casual). Al contrario di Melee e Brawl, i personaggi non possono trasformarsi o cambiare forma nel mezzo della battaglia, come ad esempio Samus e Samus Tuta Zero o Zelda e Sheik, ora personaggi separati.

## Modalità di gioco
- Mischia: la modalità principale del gioco in cui si scontra con gli avversari. Si può giocare in singolo o in gruppo e sfidarsi a squadre (Rosso, Blu, Verde e Giallo). Mischia sussiste in 3 modalità:
  - Modalità a Tempo, in cui ogni giocatore entro un limite di tempo dovrà eliminare più avversari possibile ottenendo un punto per ogni eliminazione inflitta e perdendone uno per quelle subite.
  - Modalità a Vite, nella quale i lottatori avranno delle vite a disposizione per battersi all'esaurimento delle quali non possono più tornare sullo scenario.
  - Modalità a Monete, modalità presente solo nella versione per Wii U nella quale bisogna accumulare il maggior numero di soldi ricevendoli colpendo e mandando fuori dallo schermo gli avversari.
- Mischia speciale: modalità esclusiva per Wii U e ripresa da Brawl, nella quale il giocatore potrà attivare dei modificatori e rendere gli scontri più vari.
- Mischia a 8: una nuova modalità, esclusiva della versione Wii U, nella quale sarà possibile giocare fino ad un massimo di ben otto giocatori contemporaneamente. Questa modalità non è disponibile online ed è possibile giocarci solo su scenari e versioni di altri stadi create apposta per contenere un tale numero di giocatori.
- Classica: la modalità classica della serie composta di livelli a tema che porteranno il lottatore a un boss finale, che in base alla difficoltà saranno Master Hand, Master Hand e Crazy Hand o Master Core. Nella versione per 3DS questa modalità si presenta come una mappa a più sentieri (uno più semplice, uno medio ed uno più difficile) che porterà alla fine al boss. Nella versione Wii U invece questa modalità si presenta come un'arena nella quale il giocatore potrà scegliere gli sfidanti da sconfiggere. A differenza dei capitoli precedenti il numero di vite è fissato a due.
- Avventura Smash: esclusiva della versione per Nintendo 3DS, è una modalità per quattro giocatori (anche in multiplayer locale) in cui si avranno cinque minuti per esplorare una vasta mappa, sconfiggendo nemici (provenienti dalle più famose serie Nintendo) e ottenendo man mano potenziamenti che miglioreranno le varie statistiche del personaggio, agevolandolo per la sfida finale tra i 4 giocatori presente allo scadere del tempo e scelta a caso tra diverse prove disponibili (Mischia, Corsa, Arrampicata, ecc...).
- Mischia multipla: un lungo scontro nel quale il combattente dovrà sfidare un'orda di Lottatori Mii a seconda della modalità scelta e avendo a disposizione solo una vita. Molte volte tra i Mii possono anche fare capolino altri personaggi giocabili. Le modalità sono:
  - Mischia contro 10/100, uno scontro con 10 o 100 Mii nel quale bisogna sopravvivere e cercare di sconfiggere gli avversari nel minor tempo possibile.
  - Mischia di 3 minuti, in cui il giocatore deve resistere a 3 minuti di continui assalti nemici e cercare di sconfiggerne il maggior numero possibile.
  - Mischia tra rivali, una gara contro un altro personaggio comandato dal computer nella quale il giocatore dovrà sopravvivere agli assalti dei Mii e del CPU cercando di sconfiggere più Mii del CPU.
  - Mischia infinita, nella quale il giocatore deve sopravvivere il più possibile ad ondate infinite di Mii cercando di sconfiggerne il più possibile.
  - Mischia spietata, la modalità più difficile, nella quale il giocatore dovrà sopravvivere a continue ondate di Mii al livello di difficoltà 9.0 e più veloci del solito.
- Scoppia-bersagli: nuova modalità che sostituisce Bersagli Multipli. A differenza di quest'ultimo si distruggeranno bersagli e strutture lanciando due bombe con un tempo limite di 10 secondi prima dell'esplosione. La bomba volerà più lontano a seconda dei danni che nei 10 ha subito.
- Gara di Home-Run: già presente in Brawl, il combattente dovrà danneggiare e lanciare entro 10 secondi il più lontano possibile il Sacco da Allenamento, che raggiungerà una distanza tanto più maggiore quanto i danni subiti saranno alti.
- Modalità on-line: permette di combattere e scontrarsi con altri giocatori nel mondo connessi al Nintendo Network. Le modalità disponibili sono:
  - Spettatore, nella quale si può assistere ad altri scontri scommettendo su chi vincerà lo scontro.
  - Con amici, nella quale si possono organizzare combattimenti tutti contro tutti o a squadre.
  - Con chiunque che si divide in due ulteriori modalità di gioco
    -       - Per gioco, nella quale è possibile affrontare avversari nelle modalità Mischia o Mischia a squadre in scenari normali e con gli oggetti.
      - Per la gloria, nella quale è possibile affrontare avversari nelle modalità Mischia, 1 contro 1 e Mischia a squadre negli scenari in versione suprema (Ω) e senza oggetti. Inoltre, le partite giocate in questa modalità sono partite classificate.
- All Stars: a differenza dei capitoli precedenti, questa modalità sarà disponibile sin dall'inizio. Tuttavia, la modalità "completa" sarà disponibile solo quando tutti i personaggi saranno sbloccati. Consiste nel lottare contro tutti i personaggi giocabili presenti nel gioco con un'unica vita, con pochi strumenti di recupero e (diversamente dagli altri capitoli della serie) senza l'uso di oggetti utilizzabili e senza la possibilità di riprendere la partita dopo il Game Over. Essi sono suddivisi nei diversi anni in cui hanno fatto la loro prima apparizione e verranno combattuti dai più vecchi ai più recenti (versione 3DS) o viceversa (versione Wii U). I personaggi sono suddivisi così:
  - 1980-1984: Mr. Game & Watch, PAC-MAN, Mario, Donkey Kong, Luigi, Little Mac
  - 1984-1986: Duck Hunt, R.O.B., Peach, Bowser, Link, Zelda, Samus
  - 1986-1990: Pit, Palutena, Mega Man, Marth, Dr. Mario, Yoshi, Captain Falcon, Ryu (DLC)
  - 1991-1993: Sonic, Kirby, King DeDeDe, Wario, Fox, Falco, Meta Knight
  - 1994-1998: Ness, Diddy Kong, Pikachu, Charizard, Jigglypuff, Sheik, Ganondorf, Mewtwo (DLC), Cloud (DLC)
  - 2001-2006: Abitante, Pikmin & Olimar, Bowser Jr., Link Cartone, Samus Tuta Zero, Ike, Lucario, Roy (DLC), Lucas (DLC)
  - 2007-2015: Rosalinda e Sfavillotto, Trainer di Wii Fit, Shulk, Pit Oscuro, Daraen, Lucina, Greninja, Bayonetta (DLC), Corrin (DLC)
- Eventi: alcune sfide (presenti solo nella versione Wii U) in cui i combattimenti sono scelti a tema per il giocatore.
- Allenamento: modalità di pratica per il giocatore nel quale può sperimentare nuovi stili di combattimento, combo e le varianti delle mosse speciali.
- Mischia da tavolo: nuova modalità presente solo per la versione Wii U, ispirata ai titoli party e riprendente il classico sistema di gioco di un gioco da tavolo avente i Mii come protagonisti. Le partite si svolgono su tre tipi di tabelloni fino ad un massimo 25 turni, e l'obiettivo principale della modalità si basa sul raggiungimento del maggior numero di personaggi e checkpoint presenti nelle caselle. Ogni turno sarà interrotto da una sfida tra tutti i giocatori (se un Mii finirà sulla pedina di un altro oppure se occuperà le caselle Mischia dell'ultimo tabellone), alla fine delle quali il vincitore otterrà l'ultimo personaggio da lui sconfitto gettando su un'altra casella il Mii con cui si era scontrato. La partita si conclude alla fine dei turni con lo Scontro Finale, una mischia tra tutti i personaggi usati dai lottatori. È la controparte dell'Avventura Smash.
- Richieste speciali: nuove modalità speciali esclusive per Wii U. Esse sono: 
  - Richieste Master: il giocatore potrà in base alle sfide proposte ricevere un biglietto grazie al quale potrà ricevere laute ricompense.
  - Richieste Crazy: il giocatore dovrà combattere, a differenza di Richieste Master, solo se avrà ricevuto dalle sfide dei gettoni o dei coupon per poi arrivare anche a combattere contro Crazy Hand (accompagnato da due avversari o da Master Hand in base alla difficoltà dei biglietti scelti). Nel caso in cui il giocatore perda la sua unica vita a disposizione, potrà facilmente perdere anche la maggior parte della ricompensa ottenuta.

## Doppiaggio
| Personaggio         | Doppiatore        | Doppiatore        |
| Personaggio         | Giapponese        | Italiano          |
| Commentatore        | Xander Mobus      | Luigi Fantino     |
| Lucario             | Daisuke Namikawa  | Luigi Fantino     |
| Trainer di Wii Fit  | Hitomi Hirose     | Lara Parmiani     |
| Trainer di Wii Fit  | Tomoyuki Higuchi  | Giovanni Noto     |
| Sonic the Hedgehog  | Jun'ichi Kanemaru | Renato Novara     |
| Shadow the Hedgehog | Kōji Yusa         | Riccardo Lombardo |

## Sistemi di controllo per Wii U
- Wii U GamePad
- Wii U Pro Controller
- Controller per Nintendo GameCube
- Wii Remote
- Wii Remote e Nunchuk
- Classic controller
- Classic Controller Pro
- Nintendo 3DS

## Versione demo per Nintendo 3DS
Nintendo (non volendo far attendere l'uscita per la versione per 3DS) ha deciso di creare una versione demo del gioco. Inoltre chi era già registrato nel Club Nintendo e aveva registrato abbastanza codici avrebbe potuto ottenere quattro codici per una versione speciale della demo; mentre chi non avesse registrato un codice per il Club Nintendo l'avrebbe potuta scaricare il 19 settembre 2014 dal Nintendo eShop.
Nella versione demo è possibile giocare solo con queste restrizioni:
- Si può eseguire solamente una Mischia a tempo di 2 minuti, da soli o di gruppo.
- Si possono utilizzare solamente Mario, Link, Pikachu, Abitante e Mega Man e solo con 3 costumi alternativi.
- Della modalità "Giochi e altro" sono disponibili solamente i "Consigli".

## Colonne sonore
La musica degli scenari è distribuita diversamente nelle due versioni: la versione per 3DS si basa su quella di Melee, con due colonne sonore per scenario che vengono inserite casualmente; mentre la versione per Wii U si basa su Brawl e quindi presenta un'ampia playlist di colonne sonore da scegliere. Parte della colonna sonora è stata pubblicata nell'album Super Smash Bros. for Nintendo 3DS/Wii U ♪—Premium Sound Selection.

## Vendite
Nel 2014, Super Smash Bros. per Nintendo 3DS ha venduto oltre due milioni di copie negli Stati Uniti, mentre la versione per Wii U ha venduto 1.3 milioni di copie nello stesso periodo. In Giappone, il gioco ha venduto oltre due milioni di copie a sei mesi dal suo rilascio.
Le vendite globali aggiornate al 30 settembre 2016 si attestano attorno a 8.35 milioni di copie per la versione 3DS e 4.99 milioni di copie per la versione Wii U.

## Accoglienza
Le recensioni del gioco per la versione 3DS sono state positive, con un punteggio di 85/100 sul sito Metacritic e un 86,1% su GameRankings. La versione per Wii U ha ricevuto valutazioni più alte, totalizzando un punteggio di 92/100 su Metacritic e un 92,39% su GameRankings. Il gioco è stato acclamato principalmente per aver migliorato l'esperienza online rispetto alla versione portatile, oltre ad essere più avanzato sotto l'aspetto tecnico.

### Premi e riconoscimenti
| Anno | Premio                                    | Categoria                     | Esito     | Note   |
| ---- | ----------------------------------------- | ----------------------------- | --------- | ------ |
| 2014 | Digital Spy's Best Games of the Year 2014 | Best Game of the Year         | Vincitore | [ 8 ]  |
| 2014 | GameSpot's Game of the Year               | 3DS Game of the Year          | Candidato | [ 9 ]  |
| 2014 | Nintendo Life's Reader Awards 2014        | 3DS Retail Game of the Year   | Vincitore | [ 10 ] |
| 2014 | Nintendo Life's Staff Awards 2014         | 3DS Retail Game of the Year   | Vincitore | [ 11 ] |
| 2015 | 18th Annual D.I.C.E. Awards               | Handheld Game of the Year     | Vincitore | [ 12 ] |
| 2015 | IGN's Best of 2014                        | Best 3DS Game                 | Candidato | [ 13 ] |
| 2015 | IGN's Best of 2014                        | People's Choice Best 3DS Game | Vincitore | [ 13 ] |
| 2016 | People's Choice Awards                    | Best Video Game               | Vincitore | [ 14 ] |

| Anno | Premio                                    | Categoria                                    | Esito     | Note   |
| ---- | ----------------------------------------- | -------------------------------------------- | --------- | ------ |
| 2014 | Destructoid's Best of 2014                | Best Multiplayer Design                      | Vincitore | [ 15 ] |
| 2014 | Destructoid's Best of 2014                | Best Overall Game                            | Candidato | [ 16 ] |
| 2014 | Destructoid's Best of 2014                | The Destructoid Community Choice Award       | Candidato | [ 17 ] |
| 2014 | Digital Spy's Best Games of the Year 2014 | Best Game of the Year                        | Vincitore | [ 8 ]  |
| 2014 | The Game Awards                           | Best Fighting Game                           | Vincitore | [ 18 ] |
| 2014 | Game Critics Awards                       | Best Fighting Game                           | Vincitore | [ 19 ] |
| 2014 | Game Revolution's Best of 2014 Awards     | Best Nintendo Console Exclusive              | Vincitore | [ 20 ] |
| 2014 | Game Revolution's Best of 2014 Awards     | Best Fighting Game                           | Vincitore | [ 20 ] |
| 2014 | GameSpot's Game of the Year               | Wii U Game of the Year                       | Candidato | [ 21 ] |
| 2014 | GamesRadar's Best Games of 2014           | Game of the Year                             | Candidato | [ 22 ] |
| 2014 | GamesRadar's Best Games of 2014           | Best Fighting                                | Vincitore | [ 22 ] |
| 2014 | GameTrailers's Best of 2014               | Best Fighting Game                           | Vincitore | [ 23 ] |
| 2014 | GameTrailers's Best of 2014               | Best Multiplayer                             | Candidato | [ 24 ] |
| 2014 | GameTrailers's Best of 2014               | Best Wii U Exclusive                         | Candidato | [ 25 ] |
| 2014 | Giant Bomb's 2014 Game of the Year Awards | Best Local Multiplayer                       | Candidato | [ 26 ] |
| 2014 | Metacritic's Best Video Games of 2014     | Game of the Year                             | Vincitore | [ 27 ] |
| 2014 | Nintendo Life's Reader Awards 2014        | Overall Game of the Year                     | Vincitore | [ 10 ] |
| 2014 | Nintendo Life's Reader Awards 2014        | Wii U Retail Game of the Year                | Vincitore | [ 10 ] |
| 2014 | Nintendo Life's Staff Awards 2014         | Overall Game of the Year                     | Candidato | [ 11 ] |
| 2014 | Nintendo Life's Staff Awards 2014         | Wii U Retail Game of the Year                | Candidato | [ 11 ] |
| 2014 | USA Today                                 | Game of the Year                             | Vincitore | [ 28 ] |
| 2015 | 18th Annual D.I.C.E. Awards               | Fighting Game of the Year                    | Vincitore | [ 12 ] |
| 2015 | IGN's Best of 2014                        | Best Competitive Multiplayer                 | Vincitore | [ 29 ] |
| 2015 | IGN's Best of 2014                        | Best Music                                   | Candidato | [ 30 ] |
| 2015 | IGN's Best of 2014                        | Best Overall Game                            | Candidato | [ 31 ] |
| 2015 | IGN's Best of 2014                        | Best Sound Design                            | Candidato | [ 32 ] |
| 2015 | IGN's Best of 2014                        | Best Wii U Game                              | Candidato | [ 33 ] |
| 2015 | IGN's Best of 2014                        | People's Choice Best Competitive Multiplayer | Vincitore | [ 29 ] |
| 2015 | IGN's Best of 2014                        | People's Choice Best Wii U Game              | Vincitore | [ 33 ] |
| 2016 | People's Choice Awards                    | Best Video Game                              | Vincitore | [ 14 ] |